# Karl Ernst Osthaus

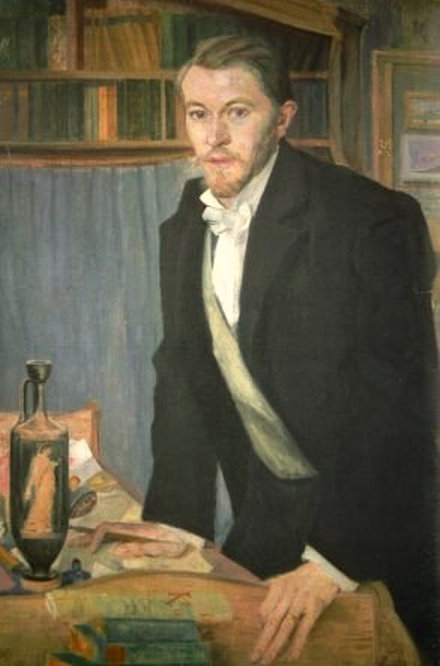
Osthaus, schilderij van Ida Gerhardi

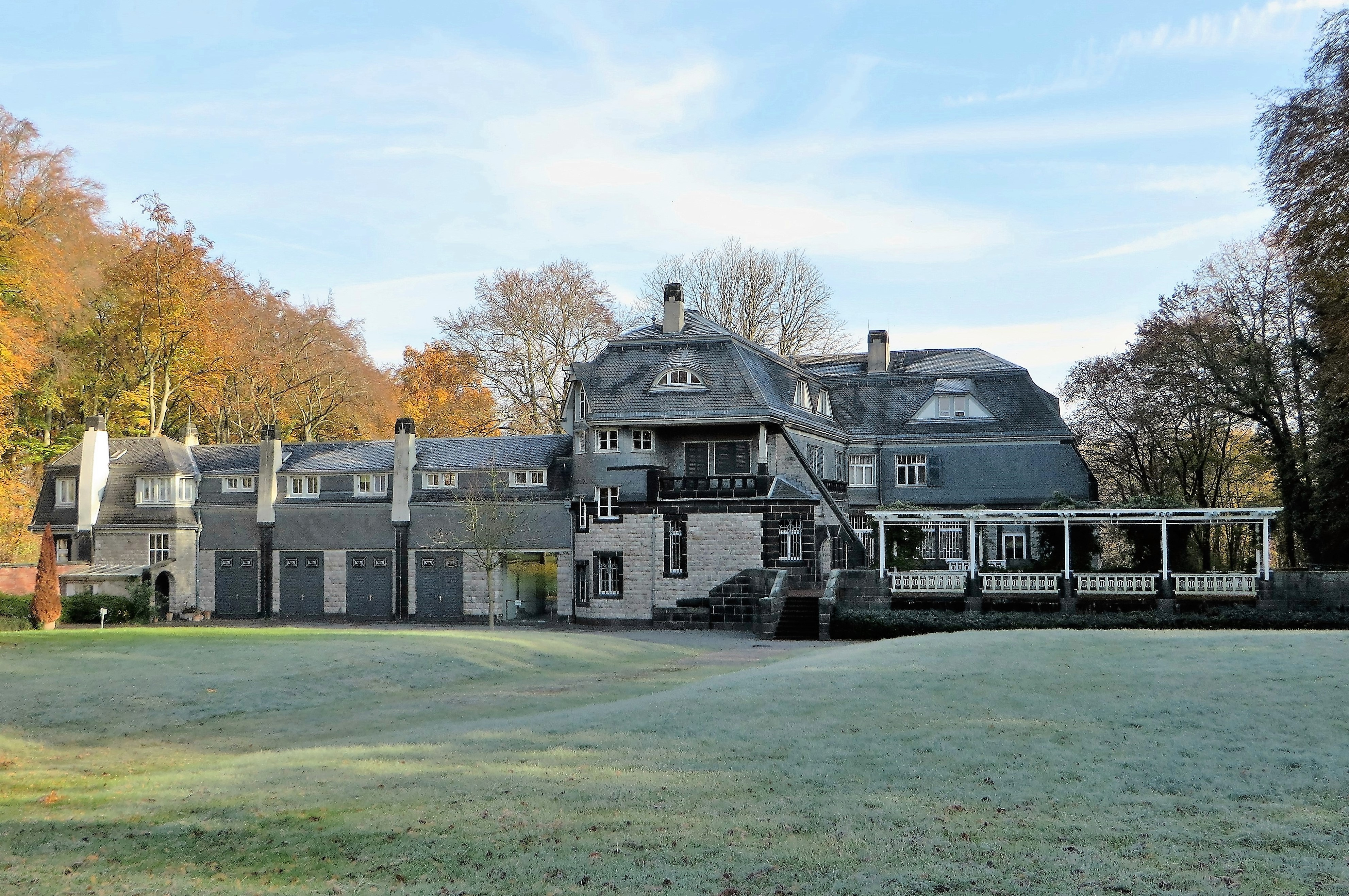
Hohenhof

Karl Ernst Osthaus (Hagen, 15 april 1874 – Merano, 25 maart 1921) was een vooraanstaand Duits patroon van de avant-gardistische kunst en architectuur. Hij lag aan de basis van het Museum Folkwang, het Osthaus Museum en de villa Hohenhof.

## Leven
Osthaus kwam uit een gefortuneerde bankiersfamilie die verschillende fabrieken bezat. In eerste instantie voelde hij zich aangetrokken tot het Duits nationalisme. Zo was hij actief in het Alldeutscher Verband en de Pan-Duitse Partij en steunde hij personen als de Oostenrijker Georg von Schönerer. Later werd zijn nationalisme getemperd en raakte hij geïnteresseerd in het omvormen van Hagen en Duitsland tot het leidende centrum van de Europese avant-garde. 
Als 25-jarige erfgenaam van een miljoenenkapitaal meldde Osthaus zich kort voor de eeuwwisseling in Bloemenwerf bij Henry Van de Velde. Met diens hulp begon hij een verzameling Europese modernistische schilderijen op te bouwen. In 1902 opende hij het Museum Folkwang in Hagen, een van de eerste publieke collecties die volledig avant-garde was. Het was de locatie van enkele van de eerste tentoonstellingen van expressionistische schilderkunst, met onder andere vroege werken van Ernst Ludwig Kirchner, Emil Nolde en Christian Rohlfs, alsook werk van niet-Duitse kunstenaars zoals Aristide Maillol, Johan Thorn Prikker en Henri Matisse.
Osthaus probeerde ook interesse te kweken voor avant-garde architectuur in Hagen, maar dat verliep moeizaam. Hij begon de artistieke villakolonie Hohenhagen, geïnspireerd door de reformbeweging. Daar liet hij in 1906-1908 zijn villa Hohenhof ontwerpen door Van de Velde. Dit gesamtkunstwerk werd een van de belangrijkste voorbeelden van bourgeois jugendstilarchitectuur in Europa. Andere vooraanstaande architecten actief in Hagen waren Richard Riemerschmid, Peter Behrens en Walter Gropius. Een kleine kunstenaarskolonie ontstond rondom beeldhouwer Milly Steger, de Nederlandse kunstenaar en theosoof Mathieu Lauweriks en vele anderen.
Na Osthaus' overlijden was de stad Hagen niet in staat de museumcollectie te verwerven, waarna zijn erfgenamen haar verkochten aan de naburige stad Essen. Het Museum Folkwang is daardoor in Essen beland, maar in Hagen is nog het Osthaus Museum gevestigd.